# Rezervația Ocnele Mari
Rezervația Ocnele Mari este o arie protejată de interes național ce corespunde categoriei a IV-a IUCN (rezervație naturală de tip geologic) situată în județul Vâlcea, pe teritoriul administrativ al orașului Ocnele Mari.

## Localizare
Aria naturală este situată în Subcarpații Vâlcii o subdiviziune a Subcarpaților Getici, în bazinul pârâului Sărata, în partea central-estică a județului Vâlcea. 

## Descriere
Rezervația Ocnele Mari cu o suprafață de 15 hectare a fost declarată arie protejată prin Legea Nr.5 din 6 martie 2000 (privind aprobarea Planului de amenajare a teritoriului național - Secțiunea a III-a - zone protejate) și reprezintă o formațiune geologică (râpă) constituită din rocă de tuf dacitic, aflată  în versantul dealului cunoscut de localnici sub denumirea de Evantaiul.